# Priorei (Hagen)

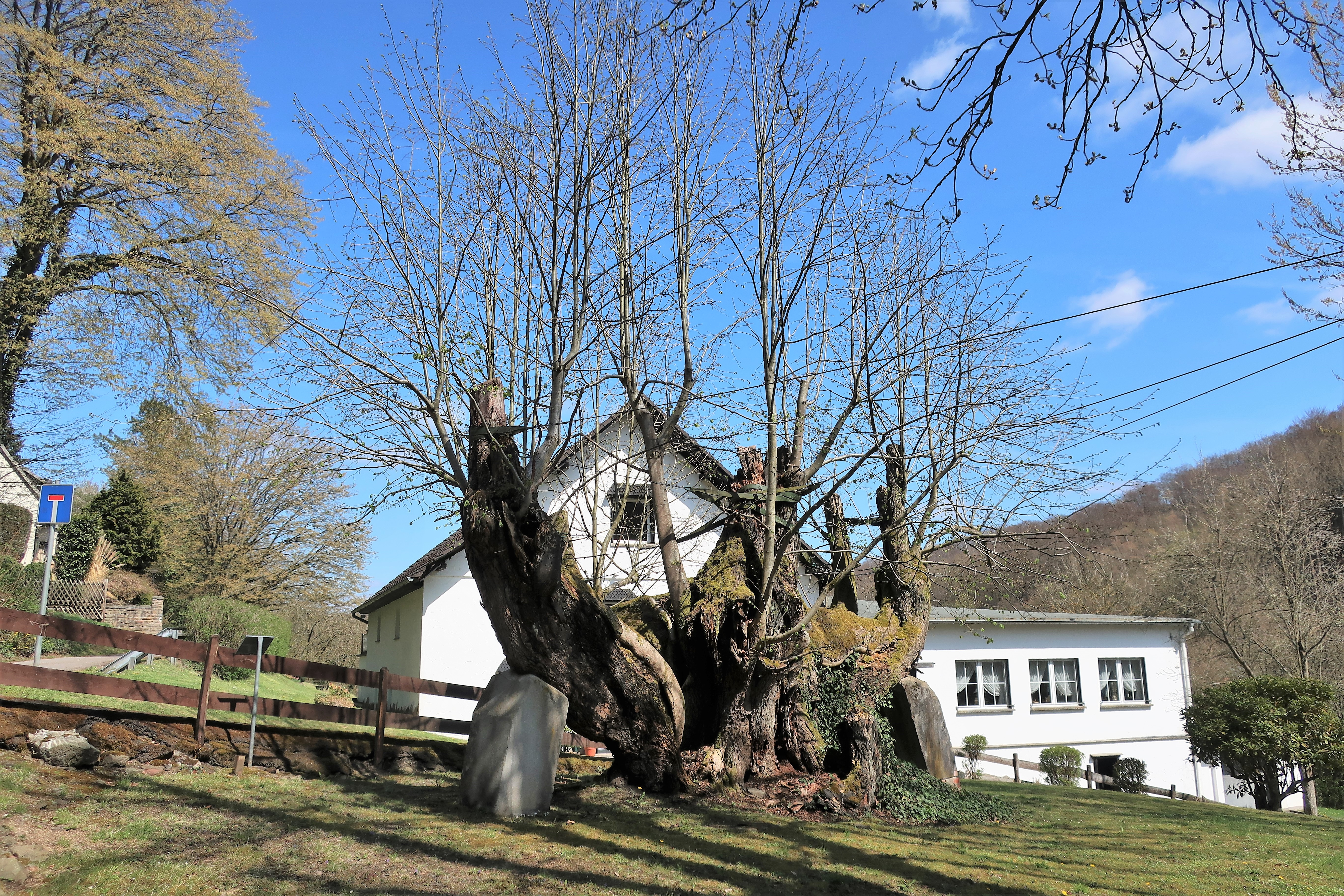
Naturdenkmal Priorlinde

Priorei ist ein Stadtteil im Stadtbezirk Eilpe/Dahl der kreisfreien Großstadt Hagen in Nordrhein-Westfalen. Im Jahr 2018 hatte der Wohnbezirk Priorei/Rummenohl 2295 Einwohner, beide Orte mit dem ungefähr gleichen Anteil.

## Geografie
Priorei liegt im Volmetal südlich vom Stadtteil Dahl und nördlich vom Stadtteil Rummenohl. In Priorei mündet der Epscheider Bach in die Volme. Durch den Ort führt die Bahnstrecke Hagen–Dieringhausen und die Bundesstraße 54. Umgeben im Osten vom Landschaftsschutzgebiet Brantenberg, Stapelberg und im Westen vom Landschaftsschutzgebiet westlich Priorei.

## Geschichte

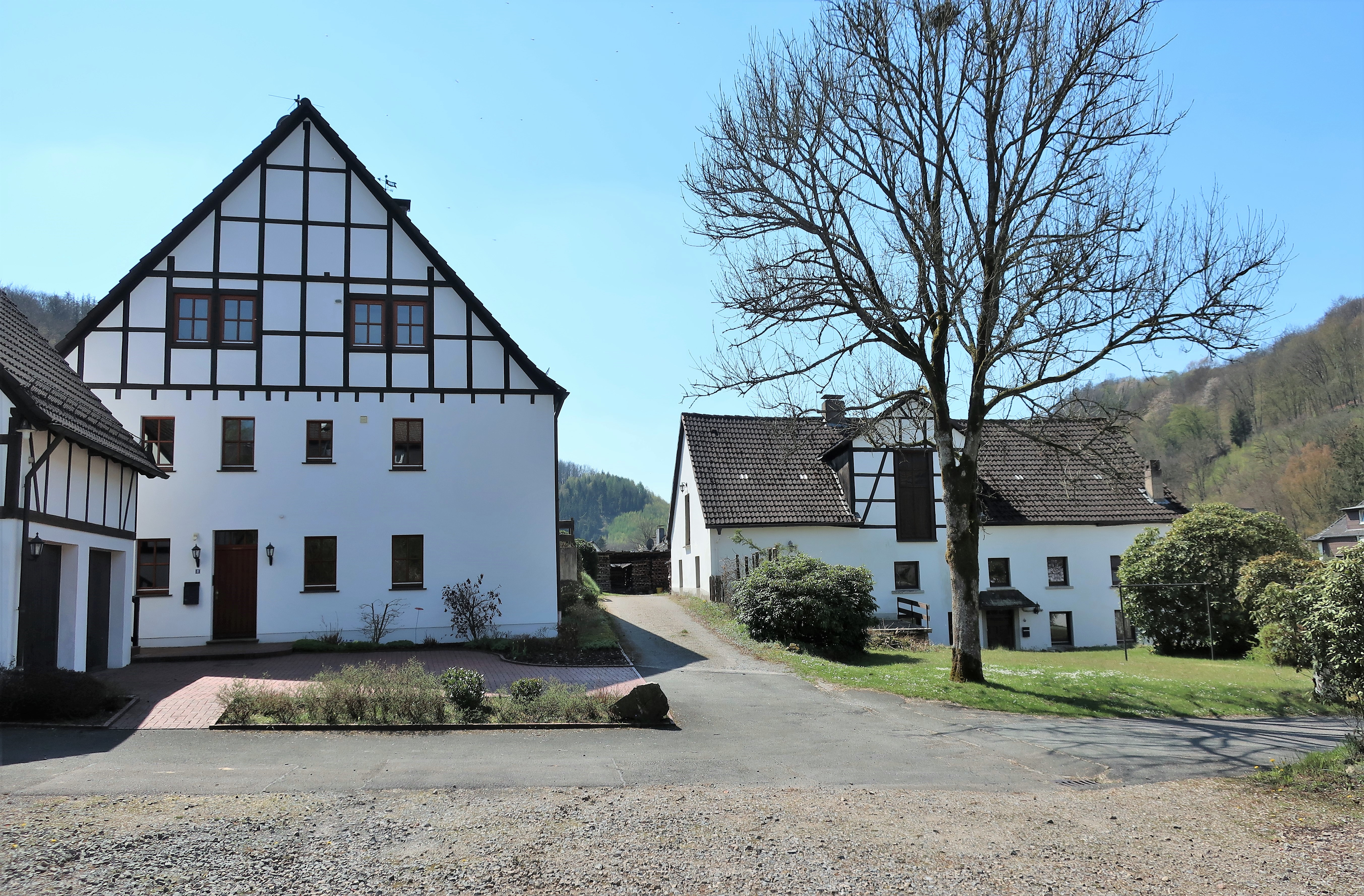
Priorei-Oberkattwinkel

Der Name Priorei ist erst sehr spät nachzuweisen. Im Jahre 1687 im Dahler Taufregister erstmals erwähnt mit Jacob an der priori, dem ein Sohn geboren wurde. Später wurde 1696 und 1743 der Kotten des Peter an der priorey erwähnt. Danach wird der Ort Priorei erst wieder 1775 mit einem Hammerwerk an der Volme erwähnt. In diesen Zeiten gehörte Priorei im Amt Wetter, Kirchspiel Dahl und Gericht Hagen zur Grafschaft Mark.
Sehr viel früher als der Ort Priorei werden im Schatzbuch der Grafschaft Mark von 1486 in der Bauerschaft Daelebecke die beiden Höfe Ober- und Niederkattwinkel abgabepflichtig erwähnt. Der Hof Düinghausen wurde schon 1245 urkundlich mit Nycholao in Dhudenchusen erwähnt. 1346 mit Hinrich van Dudinchusen und in der Markenrolle von 1501 als Lehnshof des Hauses Dahl. Der Ortsname ist mit „bei den Häusern der Leute des Dūdo“ zu umschreiben.
Im Schatzzettel von 1631 wurde ein Kotten Martin auf der Kluse genannt. Beschrieben als eine „verwüstete Gademstätte, dazu nichts gehörig“. Im Jahr 1705 hatten Jürgen zu Kattwinckel und Tigges daselbst 24 Rtl. und Nieden Katwinckel 18 Rtl. Steuern zu zahlen. Johann zu Duinghausen und Obern Duinghaus jeweils 15 Rtl.
Im Liegenschaftsbuch der Gemeinde Dahl von 1827 werden in Priorei die Grundstücksinhaber Peter Johann Hake, Heinrich Peter Harmann, Peter Christian Rüggeberg und Johann Heinrich Wellenbeck auf der Kluse aufgeführt. In Priorei-Kattwinkel: Peter Christian Heide, Peter Orth, Johann Peter Niedern Kattwinkel, Johann Diedrich Nölle und Johann Diedrich Spelsberg. In Priorei-Düinghausen: Peter Caspar Rummenhohl.
Der Schulunterricht wurde zuerst in einem gemieteten Zimmer auf der Rehbecke gehalten. Ein erstes Gebäude der evangelischen Volksschule 1836 in der Kluse errichtet. 1885 wurde das Schulhaus von der Gemeinde Breckerfeld gekauft um es als Stationsgebäude für den beabsichtigten Bahnhof Breckerfeld-Priorei zu nutzen. Eine einklassige Schule wurde danach auf der linken Volmeseite in einem Neubau an der Landstraße 1886 eingeweiht. Schon elf Jahre später, im August 1895, wurde ein neues größeres Schulgebäude rechts von der Kleineren erbaut und seiner Bestimmung übergeben. Erst zweiklassig, schon bald aber dreiklassig. Die Schule hatte um 1900 in drei Klassen, zwei Lehrer und 150 Schüler. Als Folge der Schulreform wurde 1969 die Prioreier Volksschule aufgelöst.
Um 1800 gab es auf der Talsohle der Volme zwar einen dürftigen Fuß- und Fahrweg, aber er überquerte auch in Furten viele Male die Volme. Erst in den 1840er Jahren ging man daran, diesen Weg zur Volmetalstraße auszubauen. Nach ihrer Fertigstellung wurde sie schnell die wichtigste Verbindungsstraße zwischen dem Ruhrgebiet und dem Siegerland. Im Laufe der Zeit viele Male aus- und umgebaut ist sie heute als Bundesstraße 54 eine wichtige Nord-Süd-Verbindung im Raum Hagen. In Priorei gibt es zudem über den Abzweig Osemundstraße eine Verbindung nach Breckerfeld.

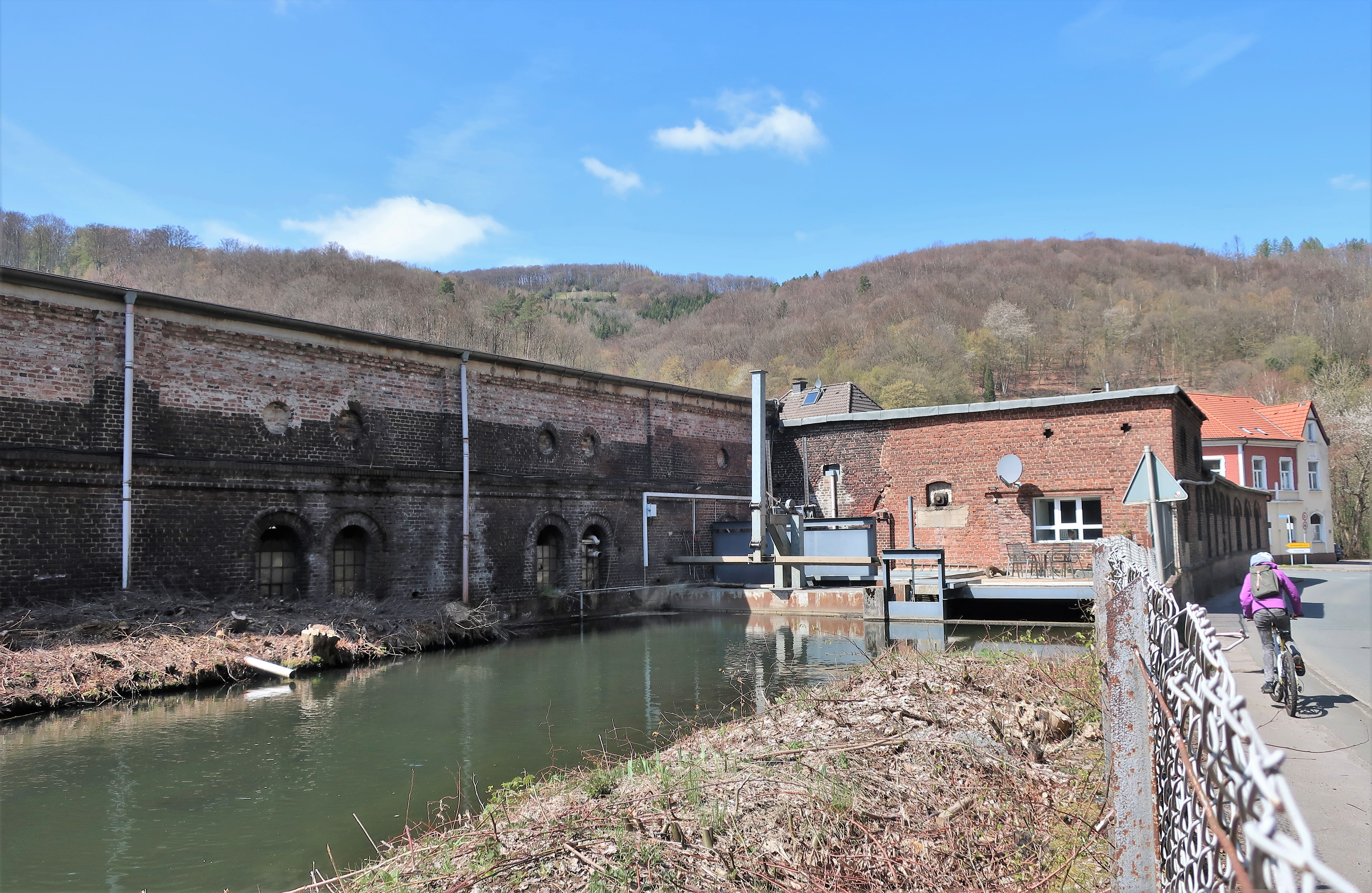
Historische Fabrik am Obergraben

Ab etwa 1820 entstanden im Volmetal die ersten Fabriken. In Priorei 1830 die Kleineisenteilfabrik vom Heede oder 1845 Carl Halverscheidts Fabrik für Schlösser und Schlüssel. Von 1872 bis 1897 gab es die Breitwarenfabrik Griesenbeck & Heuser. Ab 1883 Carl Halverscheidts Gesenkschmiede und Stanzwerk (gegr. 1874 in Voerde) und ab 1897 die Werkzeugfabrik Carl Kretschmar, Reckhammer. Das Hammerwerk Krägeloh & Co. und die Werkzeugfabrik Gebr. Knipping. Von 1932 bis 1998 die Schraubenfabrik Walter Rüggeberg (heute in Breckerfeld) und in der Rehbecke die Gesenkschmiede Nagel (heute in Rummenohl). In der Kluse gab es die Maschinenfabrik Gebr. Vitte und die Elektrowerke Barth & Pohl. Heute hat Priorei nur noch das Federnwerk Edmund Brand und das Warmpresswerk Schmelzer.
Im Jahre 1874 wurde die Volmetalbahn auf dem Streckenabschnitt Hagen Hbf-Brügge eröffnet. Zunächst wurden nur die Bahnhöfe Dahl und Rummenohl in Betrieb genommen. Später um 1886 in der Kluse auch der Bahnhof Breckerfeld-Priorei. Bis zum Zweiten Weltkrieg war die Eisenbahn der einzige Träger des öffentlichen Verkehrs im Volmetal, abgesehen von einer kurzen Zeit in den 1930er Jahren mit Omnibusverkehr bis Rummenohl. Diese Buslinie besteht ab 1948 bis heute. Das Bahnhofsgebäude von Priorei wurde 1973 stillgelegt, abgebrochen und dort ein Haltepunkt eingerichtet. Die Bedienung der Station endete aber schon im Jahr 1979. Ein Postamt hatte Priorei von 1886 bis Ende der 1970er Jahre. Evangelische und katholische Christen besuchen die Kirchengemeinden in Dahl oder Rummenohl. Bis Ende 2019 gab es in der Kluse eine Neuapostolische Kirche.
Bekannt ist Priorei vor allem durch die Priorlinde, eine Kandelaberlinde mit einem geschätzten Alter von 1000 Jahren.
Der Ortsname Priorei deutet auf ein Kloster hin, das dort jedoch niemals existiert hat. Die Ableitung des Namens aus dem Althochdeutschen verweist auf einen uralten Gerichts- und Thingplatz, der eben von einer Linde beherrscht wurde.
Am 1. Januar 1970 wurde durch das Gesetz zur Neugliederung des Landkreises Altena und der kreisfreien Stadt Lüdenscheid die ehemals selbständige Gemeinde Dahl, bestehend aus den Ortsteilen Dahl, Priorei und Rummenohl in die Stadt Breckerfeld eingemeindet. Bereits mit Wirkung vom 1. Januar 1975 beschloss der Landtag Nordrhein-Westfalen mit dem Sauerland/Paderborn-Gesetz die Umgemeindung dieses Gebiets in die Stadt Hagen.